# Ritchie's Archipelago
Ritchie's Archipelago är öar i Indien.   De ligger i unionsterritoriet Andamanerna och Nikobarerna, i den sydöstra delen av landet, 2 500 km sydost om huvudstaden New Delhi.